# Whoa, Nelly!
Whoa, Nelly! és el disc debut de la cantant canadenca Nelly Furtado, de melodies pop, que va ser un gran èxit a tot el món. Va ser gravat i editat l'any 2000.

## Vendes i certificacions
Les vendes superen els 6.000.000 arreu del món, adquirint així certificació de 6x Platí
| País               | Certificació | Ventes    |
| ------------------ | ------------ | --------- |
| EUA. RIAA          | 2x Platí     | 2.500.000 |
| Europa IFPI        | Platí        | 1.000.000 |
| Regne Unit. BPI    | 2x Platí     | 655.000   |
| Canadà. CRIA       | 4x Platí     | 480.000   |
| Austràlia ARIA     | 2x Platí     | 140.000   |
| Alemanya IFPI      | Or           | 100.000   |
| Mèxic AMPROFON     | Or           | 95.000    |
| França             | Plata        | 58,000    |
| Nova Zelanda RIANZ | 3x Platí     | 45.000    |
| Suïssa IFPI        | Platí        | 40.000    |
| Irlanda IRMA       | 2x Platí     | 20.000    |
| Itàlia FIMI        | Or           | 50,000    |

| País               | Certificació | Ventes |
| ------------------ | ------------ | ------ |
| Brasil             | N/A          | 40.000 |
| Dinamarca IFPI     | Or           | 40.000 |
| Països Baixos NVPI | Or           | 40.000 |
| Suècia IFPI        | Or           | 30.000 |
| Indonèsia          | Or           | 25.000 |
| Noruega IFPI       | Or           | 20.000 |
| Portugal IFPI      | Platí        | 20.000 |
| Israel             | Or           | 15.000 |
| Xile               | Or           | 10.000 |
| Índia IMI          | Or           | 10,000 |
| Veneçuela          | Or           | 10.000 |
| Singapur RIAS      | Or           | 7,500  |

## Senzills
Els senzills extrets van ser:
- "I'm Like A Bird" (2000) [#2 a Nova Zelanda i Austràlia, Top 10 a bastants països, nº7 món] ⇒ 3.310.000 (3x Platí).
- "Turn Off The Light" (2001) [#1 a Nova Zelanda, Top 5 a uns quants països, nº3 món] ⇒ 3.660.000 (3x Platí).
- "...On The Radio (Remember the Days)" (2001) [Èxit moderat a països com Mèxic, Holanda i Nova Zelanda, nº25 món].
- "Hey Man (2002)" [Només Canadà (nº20) i Alemanya (nº49)].

El primer i segon senzills van sonar arreu del món, mentre que el tercer i el quart van ser senzills minoritaris, i no van vendre prou per tindre cap certificació.

## Guardons
Nominacions
- 2002: Grammy al millor àlbum de pop vocal